# فريدريك ووكر كاسل
فريدريك ووكر كاسل (بالإنجليزية: Frederick Walker Castle)‏ هو عسكري أمريكي، ولد في 14 أكتوبر 1908 في Fort William McKinley ‏ في الولايات المتحدة، وتوفي في 24 ديسمبر 1944 في بلجيكا.